# Gruppo Sportivo Fascista Rovigo 1930-1931
Questa pagina raccoglie le informazioni riguardanti il Gruppo Sportivo Fascista Rovigo nelle competizioni ufficiali della stagione 1930-1931.

## Stagione
Nella stagione 1930-1931 il Rovigo disputa il girone A del campionato di calcio di Prima Divisione. Con 18 punti in classifica si piazza in dodicesima e penultima posizione a pari merito con il Dolo.

## Rosa
| N. |                   | Ruolo | Calciatore          |
| -- | ----------------- | ----- | ------------------- |
|    | Italia (bandiera) | A     | Alessandro Angelini |
|    | Italia (bandiera) | D     | Ferruccio Bedendo   |
|    | Italia (bandiera) | C     | Salvatore Bindi     |
|    | Italia (bandiera) | A     | Bruno Brigo         |
|    | Italia (bandiera) | A     | Mario Canevari      |
|    | Italia (bandiera) | C     | Bruno Cavallaro     |
|    | Italia (bandiera) | A     | Raffaele Ceciliato  |
|    | Italia (bandiera) | C     | Mario De Brunati    |
|    | Italia (bandiera) | A     | Vasco Donadoni      |
|    | Italia (bandiera) | P     | Gino Fassina        |
|    | Italia (bandiera) | P     | Antonio Fasolo      |
|    | Italia (bandiera) | C     | Domenico Ferri      |
|    | Italia (bandiera) | A     | Lorenzo Frascaroli  |

| N. |                   | Ruolo | Calciatore         |
| -- | ----------------- | ----- | ------------------ |
|    | Italia (bandiera) | C     | Bruno Isalberti    |
|    | Italia (bandiera) | D     | Ignazio Lulich     |
|    | Italia (bandiera) | C     | Luigi Marcolongo   |
|    | Italia (bandiera) | P     | Mario Massarotto   |
|    | Italia (bandiera) | D     | Romildo Mercatelli |
|    | Italia (bandiera) | A     | Giulio Orlandi     |
|    | Italia (bandiera) | C     | Luigi Rossetto     |
|    | Italia (bandiera) | A     | Iginio Rossati     |
|    | Italia (bandiera) | C     | Mario Scagnolari   |
|    | Italia (bandiera) | A     | Bruno Tognana      |
|    | Italia (bandiera) | A     | Mario Turchetti    |
|    | Italia (bandiera) | A     | Giuseppe Veronesi  |
|    | Italia (bandiera) | C     | Giovanni Zen       |